# Britta Pukall
Britta Pukall (* 1965, bei Mainz, Deutschland) ist eine Schweizer Industriedesignerin, Unternehmerin und Autorin.

## Leben und Wirken
Pukall studierte Design an der Universität Kassel und spezialisierte sich später an der Universität für angewandte Kunst Wien auf Design und Architektur. Als eine der ersten Designerinnen absolvierte sie später den Executive MBA an der Universität St. Gallen. 1987 unterstützte sie zusammen mit einem anderen Studenten, Michael Preidel, Javier Mariscal bei seinem Entwurf für die Kassenhäuschen der Documenta 8.
Ihre berufliche Laufbahn begann 1991 bei frogdesign, der renommierten Designagentur von Hartmut Esslinger. Dort stieg sie bereits als 28-Jährige zum Mitglied der Geschäftsleitung auf, was sie bis 1995 blieb. Danach gründete sie gemeinsam mit dem Künstler Marc van den Broek in Wiesbaden Roxy Design, wo sie Kunst und Design verbanden. Im Anschluss übernahm sie die Marketingleitung von Schott Konsumgüter , bevor sie ihr Studium an der HSG St. Gallen aufnahm.
1997 begann ihre Zusammenarbeit mit Francesco Milani, dem Gründer von milani design & consulting. 2002 übernahm sie die Agentur als Eigentümerin und Geschäftsführerin und baute sie zu einer der führenden Designagenturen der Schweiz aus. Unter ihrer Leitung arbeitete die Agentur an bedeutenden Projekten für internationale Kunden, z. B. Roche Diagnostics, Dräger, Phonak/Sonova.
Pukall gilt als „eine der erfolgreichsten Industriedesignerinnen der Schweiz“. Zu ihren Kunden gehörten die SBB, für die sie unter anderem 2013 neue Piktogramme entwarf, außerdem V-Zug, Radisson Hotels und Sonova-Hörsysteme. Für die Züricher Verkehrsbetriebe entwarf sie mit ihrem Team die Straßenbahn Flexity Zürich. Zwischen 2011 und 2021 gewannen von milani designte Produkte insgesamt 10 Red Dot Design Awards. Darunter den reddot Best of the Best 2021 für die Excellence Line Küchengeräte des Herstellers V-Zug und den reddot winner 2020 für die Straßenbahn Flexity Zürich.
2021 schloss sich milani mit der Wilddesign Gruppe (Gelsenkirchen) und evrbit GmbH (Köln) zusammen und gründete die LCG larssoncreative group mit Sitz in Zug, unter dem Dach der Olle Larsson Holding. Britta Pukall übernahm, wie auch Markus Wild und Axel Steinkuhle, einen Sitz im Verwaltungsrat der LCG. 2022 zog sich Pukall zurück und übergab den Sitz im Verwaltungsrat und die Leitung von milani an Therese Naef.
Pukall war mehrfach Teil von Expertenjurys für Design-Preise, darunter der iF Design Award und der Preis „Driven by Design“, vergeben beim Kilomètre Lancé vom 2. bis 4. September 2022 in St. Moritz.
Sie war Präsidentin der Raymond Loewy Foundation Schweiz und Mitglied des St. Moritz Design Summit. Auf den von der Foundation unterstützten St. Moritz Design Summits trafen sich von 2000 bis 2006 je 30 international renommierte Design-Experten, um die gesellschaftspolitisch und interkulturelle Rolle des Designs zu diskutieren.
Pukall ist mit dem Fotografen Eric Pukall verheiratet und hat zwei Kinder. Sie lebt in Horgen.

## Publikationen (Auswahl)
- Falk Uebernickel, Walter Brenner, Britta Pukall, Therese Naef, Bernhard Schindlholzer: Design Thinking. Das Handbuch. Frankfurter Allgemeine Buch, Frankfurt am Main 2017, ISBN 978-3-95601-065-1.
- Dietmar Grichnik, Manuel Heß, Diego Probst, Torben Antretter, Britta Pukall: Startup Navigator: das Handbuch. Frankfurter Allgemeine Buch, Frankfurt am Main 2018, ISBN 978-3-95601-221-1.
  - Dietmar Grichnik, Manuel Heß: Startup Navigator: das Workbook zur Unternehmensgründung. 2., überarbeitete und erweiterte  Auflage. Carl Hanser Verlag, München 2024, ISBN 978-3-446-47606-6 (hanser-fachbuch.de – (Online: Leseprobe)). (S. 12–13, Autorenteam: Dietmar Grichnik, Manuel Heß, Diego Probst, Torben Antretter, Britta Pukall)